# Grote Raad en Kleine Raad van de Republiek Genua

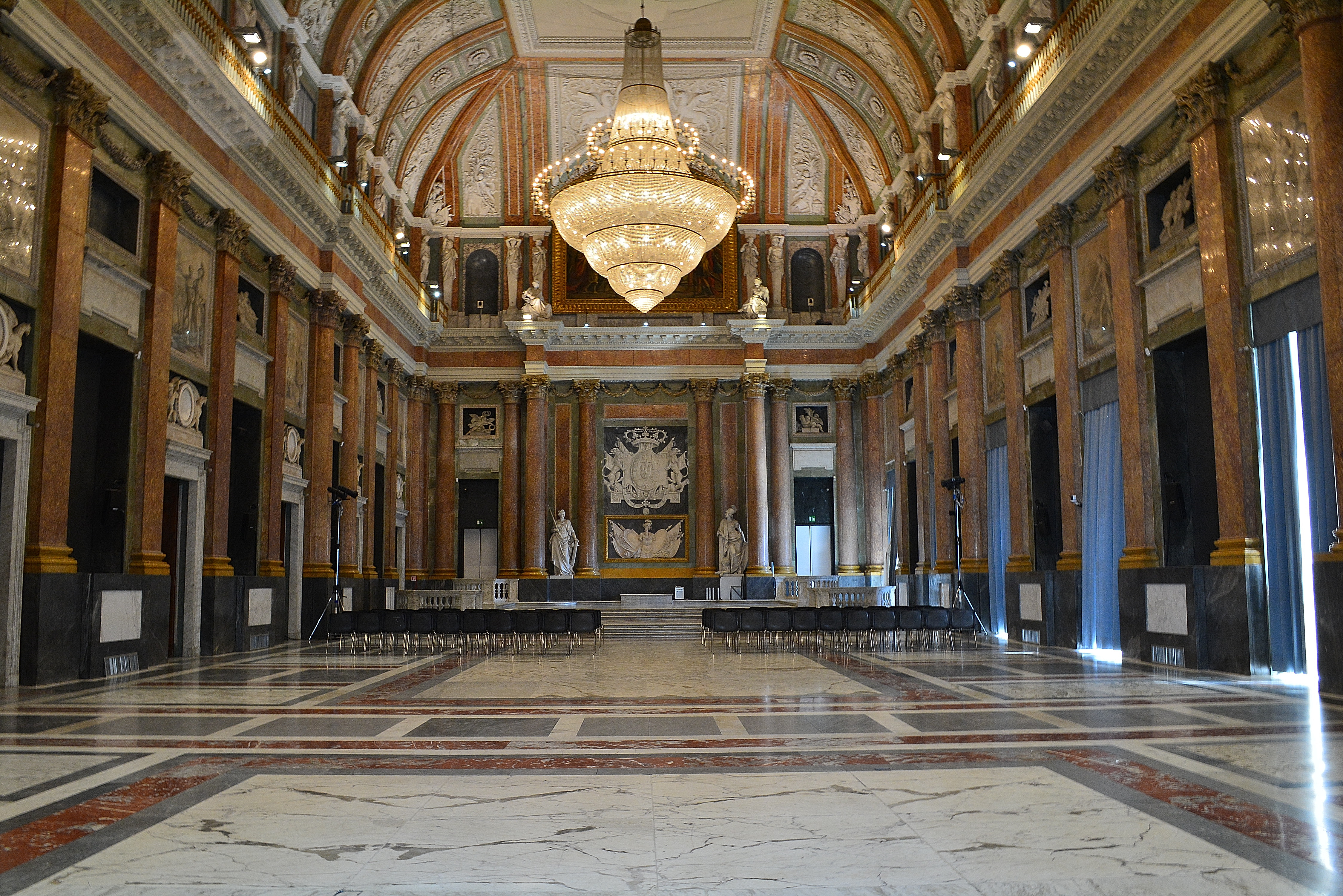
Zaal voor de Grote Raad in het Palazzo Ducale (Genua)

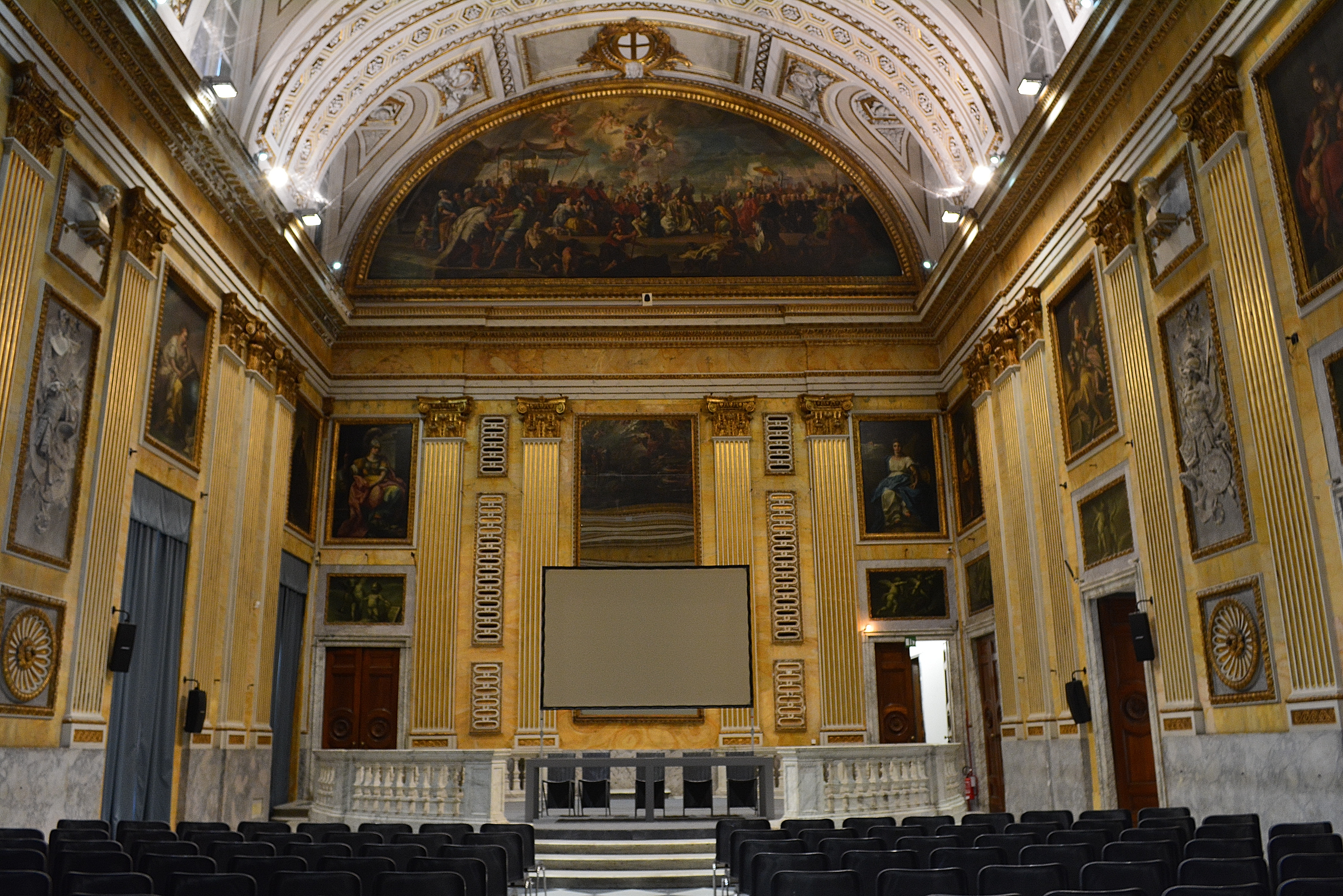
Zaal voor de Kleine Raad

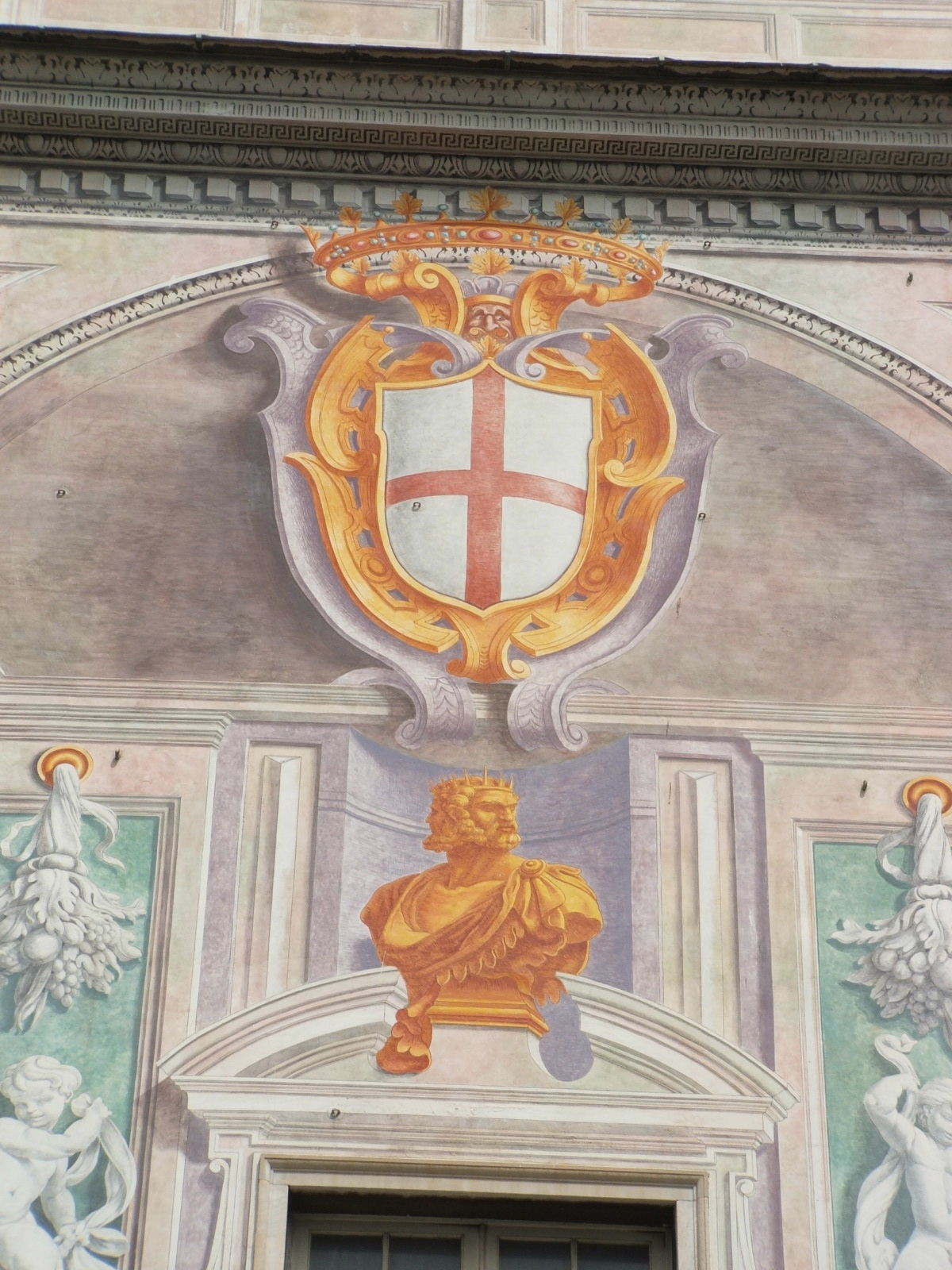
Sint-Joriskruis, symbool van de Republiek Genua

De Grote Raad en Kleine Raad (1528-1797) waren de twee kiescolleges van de republiek Genua die de doge verkozen. Zij bleven bestaan tot het einde van de Republiek, veroorzaakt door de Italiaanse Veldtocht van 1796-1797 van Napoleon Bonaparte.
Van de beide kiescolleges was de Kleine Raad de machtigste.

## Voor 1528
In 1528 hervormde admiraal Andrea Doria het staatsbestel van de republiek Genua. Tevoren bestond er een besloten kring van drie instellingen die mekaar in evenwicht hielden: een doge voor het leven verkozen, een Senaat van acht senatoren en de Hoogste Colleges. De Hoogste Colleges waren een groepering van procureurs en gouverneurs; dezen hielden zich respectievelijk bezig met de financiën en de rechtspraak. Andrea Doria voerde de Grote Raad en de Kleine Raad in. De ambtstermijn van de doge werd ingekort van levenslang naar twee jaar. Door zijn hervorming werd de besloten kring van families van doges doorbroken.

## Na 1528
De Grote Raad bestond uit vierhonderd notabelen uit de republiek; zij waren niet noodzakelijk van adel. Het ging om bankiers, lakenhandelaars, kapiteins, artsen, magistraten, notarissen en geleerden. Driehonderd van hen werden door lottrekking getrokken uit honderden namen van uitverkorenen. De laatste honderd werden uitgekozen door de Kleine Raad.
De Kleine Raad bestond uit een tiental edelen. Zij benoemden mekaar onderling. De Senaat en de Hoogste Colleges moesten samenwerken met de Kleine Raad voor elke wetgeving; zonder akkoord van een van hen kwamen er geen nieuwe wetten. Deze drie instellingen waren ook samen bevoegd voor oorlogsvoering, het sluiten van internationale verdragen en van bondgenootschappen. De doge was gebonden aan wat de drie instellingen overeenkwamen.

## Verkiezing van de doge
De belangrijkste bevoegdheid van de Grote Raad en Kleine Raad was het kiezen van een doge, om de 2 jaar. Dit belang kwam tot uiting in het feit dat beide kiescolleges vergaderden in het Dogepaleis. Het paleis was speciaal voor hen omgebouwd in de 16e eeuw. De verkiezing van de doge was een complexe procedure. De Grote Raad stelde een lijst van kandidaten op. De lijst ging naar de Kleine Raad, die er enkele kandidaten uitnam. De Kleine Raad stuurde de kleine lijst naar de Grote Raad voor de laatste stemronde. Bank na bank in de Grote Raad stond recht en bracht haar stem uit, tot een meerderheid gevonden werd rond één kandidaat. Deze werd tot doge uitgeroepen.

## Napoleon
Nadat de Franse troepen onder leiding van generaal Napoleon Bonaparte Genua hadden veroverd, verdween de oude Republiek Genua van de kaart (1797). In de plaats kwam de Ligurische Republiek, een vazalstaat van Frankrijk.